# WCW vs nWo REVENGE
『WCW vs nWo REVENGE』(ダブリューシーダブリューバーサスエヌダブリューオーリベンジ)は、1998年11月17日にTHQより発売されたNINTENDO 64用3D対戦格闘ゲームである。
1997年に発売された『WCW vs nWo WORLD TOUR』の続編であり、開発も前作と同じく株式会社アキ（現シンソフィア）が担当している。北米で発売され、販売本数180万本以上の大ヒットとなる。
前作『WCW vs nWo WORLD TOUR』に続き、今作もE3にて最優秀格闘ゲーム賞（Fighting Game Of The Year）を受賞したため、2年連続で同賞の受賞となった。
前作から引き継いだ革新的なグラップリングシステムだけでなく、重量感のあるグラフィックへと改良され、さらにチャンピオンシップなどのモードとレスラー（実在名、架空名）が大幅に追加された。

## 概要
このゲームは数多くの賞賛と驚異的な商業的成功を収め、1999年のNINTENDO 64のベストセラーとなるプロレスゲームとなり、同時に任天堂のサードパーティータイトルとしては、それまでの売上トップのソフトとなった。
NINTENDO 64で株式会社アキ(現：シンソフィア)が開発したWCWを版権とする最後のゲームとなり、次回作となる『WCW Nitro』はTHQから発売された。
後にTHQが買収により取得したWWFのライセンスを使ったゲームを再び株式会社アキが開発し、『WWF WRESTLEMANIA 2000』として発売された。